# Інавгурація Петра Порошенка
Інавгурація Петра Порошенка, п'ятого Президента України, відбулася 7 червня 2014 року. Урочисте засідання Верховної Ради України було заплановане на 10-у годину; об 11 відбулася церемонія представлення командувачів видів Збройних сил України та урочистого підняття прапора Президента України на Софійській площі.
Церемонію інавгурації 2014 року транслювали наживо дванадцять телеканалів: «1+1», «Україна», «СТБ», «ICTV», «Новий канал», «2+2», «ТВі», «Перший національний», «Інтер», «5 канал», «24 канал» та «Рада».
Телетрансляція велася українською, російською, англійською, німецькою, французькою та іспанською мовами.

## Час і місце
3 червня 2014 року Верховна Рада ухвалила постанову, відповідно до якої урочисте засідання парламенту, присвячене складенню присяги Українському народові новообраним Президентом України, має відбутися 7 червня.
Петро Порошенко раніше також повідомляв про можливість проведення інавгурації у Донбасі. 4 червня на Софійській площі за участю Петра Порошенка було проведено репетицію урочистих заходів.
Приблизний графік урочистих заходів:
- 10:00 — урочисте засідання Верховної Ради України.
- 11:10 — церемонія представлення командування видами Збройних сил України та підняття прапора України та штандарта Президента України на Софійській площі.
- 11:25 — молебень у Софійському соборі.
- 12:00 — привітання та зустрічі з главами іноземних делегацій.
- 14:30 — прибуття Президента до Адміністрації Президента.
- 15:00 — двосторонні зустрічі.
- 17:00 — урочистий прийом керівників дипломатичних місій в України у Мистецькому Арсеналі.

## Міжнародні делегації

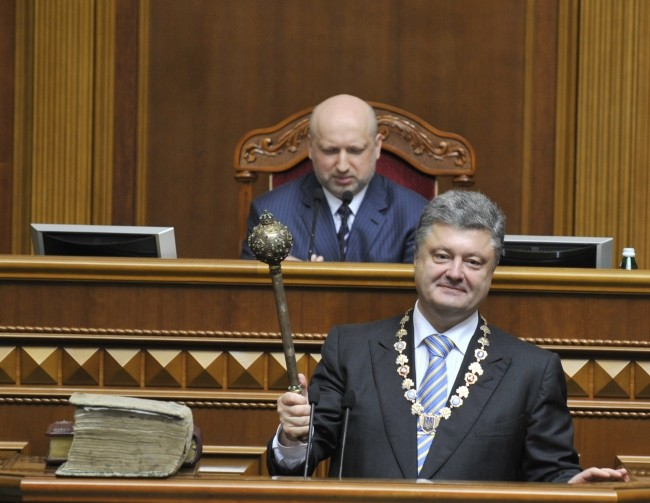
Петро Порошенко із символами Президента України після приведення до присяги.

Міністерство закордонних справ України повідомляло, що участь в урочистостях підтвердили 56 міжнародних делегацій, зокрема: 23 — на рівні глав держав, урядів, парламентів і керівників міжнародних організацій; 5 — на рівні віце-прем'єр-міністрів; інші — на рівні міністрів закордонних справ та послів. Серед голів держав:

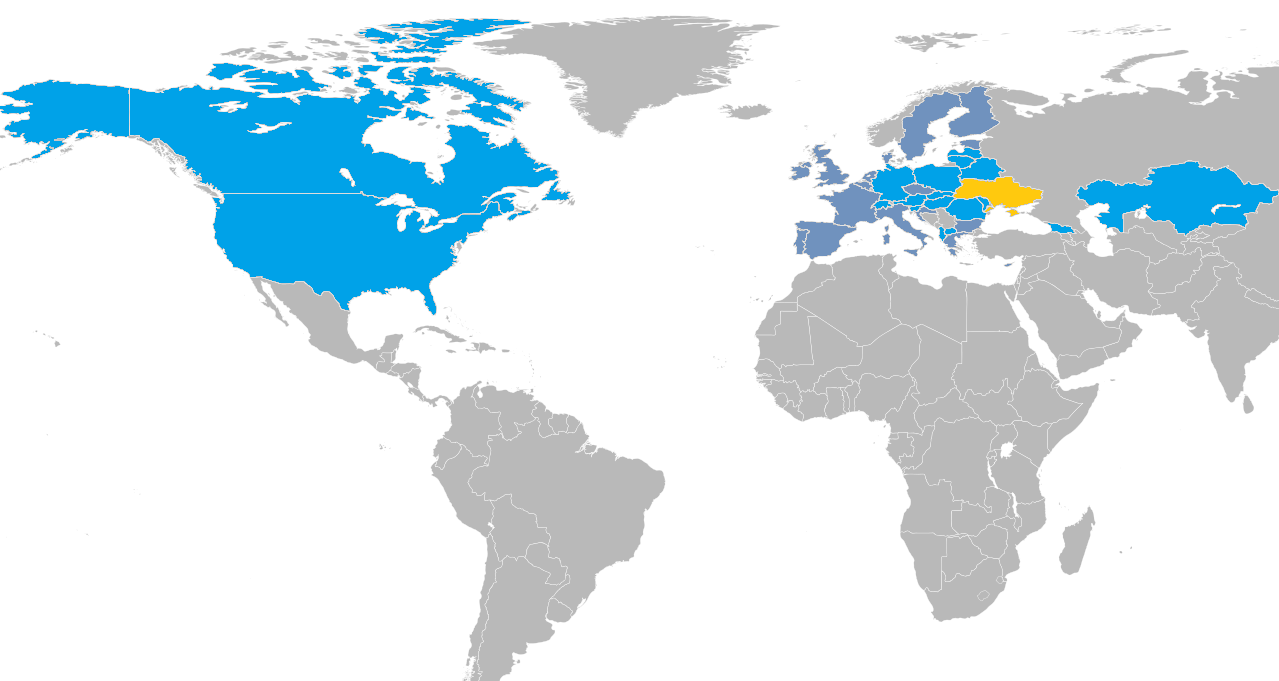
Голови держав та урядів, присутні на церемонії.

- Федеральний Президент Австрійської Республіки Гайнц Фішер;
- Президент Республіки Албанія Буяр Фаїк Нішані;
- Президент Республіки Білорусь Олександр Лукашенко;
- Президент Республіки Грузія Георгій Маргвелашвілі;
- Президент Литовської Республіки Даля Грібаускайтє;
- Президент Республіки Польща Броніслав Коморовський;
- Федеральний Президент Швейцарської конфедерації, чинний голова ОБСЄ Дідьє Буркхальтер;
- Президент Федеративної республіки Німеччина Йоахим Гаук;
- Президент Республіки Македонія Георге Іванов;
- Президент Республіки Молдова Ніколае Тімофті;
- Президент Румунії Траян Бесеску;
- Президент Республіки Словенія Борут Пахор;
- Президент Словацької республіки Іван Гашпарович;
- Віце-президент США Джозеф Байден;
- Прем'єр-міністр Канади Стівен Гарпер;
- Прем'єр-міністр Казахстану Карім Масімов;
- Генеральний секретар Ради Європи Турбйорн Ягланд;
- Президент Ради Європи Герман Ван Ромпей;
- Генеральний секретар ОБСЄ Ламберто Дзанньєр;
- Прем'єр-міністр Латвії Лаймдота Страуюма;
- Прем'єр-міністр Угорщини Віктор Орбан;
- Екс-президент Республіки Польща Александер Квасьнєвський;

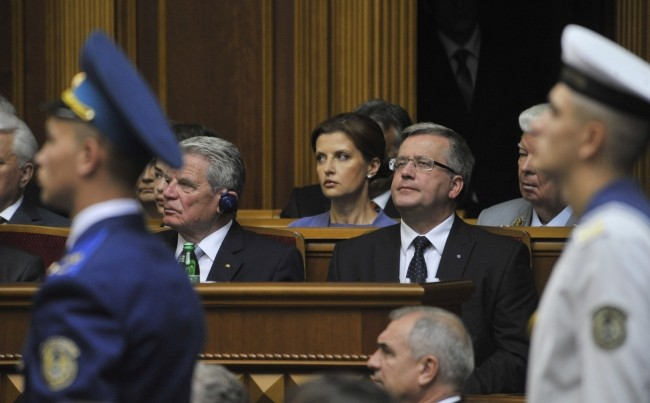
Президент Польщі Броніслав Коморовський у ложі для почесних гостей під час інавгурації.

- Екс-президент ЄП Пет Кокс;
- Голова парламенту Азербайджану Октай Асадов.